# فرنتش كريك (نيويورك)
فرنتش كريك (بالإنجليزية: French Creek, New York)‏ هي بلدة أمريكية تقع في الولايات المتحدة في مقاطعة تشاتاقوا، نيويورك. يقدر عدد سكانها بـ 906 نسمة ومساحتها 93.8 كم2 وترتفع عن سطح البحر 431 متر.

## أعلام
- تومي ليتش